# Rudi Vogt
Rudolf Vogt, detto Rudi (Monaco di Baviera, 19 gennaio 1933 – Garmisch-Partenkirchen, 25 settembre 2018), è stato un cestista tedesco.

## Carriera
Con la Germania Ovest ha partecipato a due edizioni dei Campionati europei (1955, 1957).